# Рабоче-крестьянская инспекция ГДР

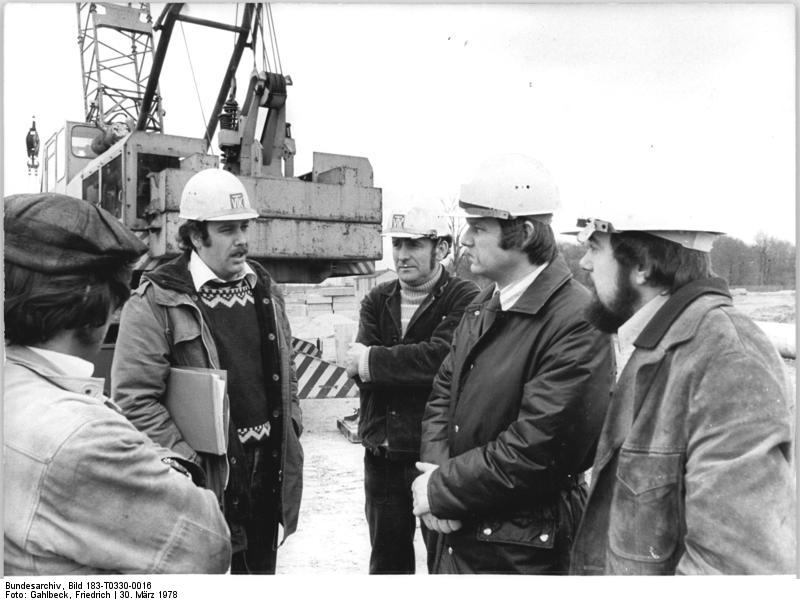
Народные контролёры проводят проверку строительного предприятия в Лейпциге по вопросу экономного расходования материалов. 1978

Рабоче-крестьянская инспекция ГДР (нем. Arbeiter-und-Bauern-Inspektion, сокр. ABI) — контрольная организация в ГДР, находившаяся в подчинении ЦК СЕПГ и Совета министров ГДР. Рабкрин ГДР была призвана обеспечивать неукоснительное исполнение решений партии и правительства.
Рабоче-крестьянская инспекция была образована в ГДР 14 мая 1963 года решением СЕПГ и Совета министров ГДР в рамках реализации новой экономической системы планирования и руководства по образцу действовавшей в СССР Рабоче-крестьянской инспекции. Предшественником Рабоче-крестьянской инспекции в ГДР была Центральная комиссия государственного контроля при Совете министров ГДР, учреждённая Германской экономической комиссией в 1948 году.
Рабкрин ГДР был призван работать самостоятельно и независимо от партийного и государственного руководства и при поддержке общественности невзирая на лица вскрывать и ликвидировать препятствия в выполнении решений СЕПГ и Совета министров ГДР. С отменой новой системы планирования и руководства Рабкрин ГДР утратила влияние.
При Эрихе Хонеккере в закон о Рабоче-крестьянской инспекции ГДР были внесены изменения. Впредь Рабкрин ГДР отвечал исключительно за выполнение экономического плана, ведя контроль за исполнением решений СЕПГ, выполнением производственных планов, препятствуя бюрократическим явлениям и совершенствуя организацию и управление.
В системе Рабоче-крестьянской инспекции ГДР на добровольной основе работало около 280 тыс. человек, так называемых «народных контролёров», которые работали в товариществах, на предприятиях и комбинатах, в министерствах и администрации. Они контролировали работу своих подчинённых и обладали директивными полномочиями вплоть до применения дисциплинарных мер воздействия, тем не менее, их фактические возможности были скорее ограничены. Пресса часто публиковала статьи об успешной работе народных контролёрах в преодолении проблем снабжения и неудовлетворительного качества в сфере услуг. По предложению ЦК Рабкрин ГДР лучшие работники удостаивались звания заслуженного народного контролёра ГДР.
Руководство Рабоче-крестьянской инспекцией ГДР осуществлял Центральный комитет, председатель которого входил в состав Совета министров ГДР. В 1963—1977 годах председателем ЦК Рабкрин ГДР являлся Хайнц Маттес, в 1977—1989 годах — Альберт Штиф. Местные рабоче-крестьянские инспекции формировались в объединениях народных предприятий и на окружном, городском и районном уровнях. Региональные органы отчитывались перед ЦК Рабоче-крестьянской инспекции ГДР и местным органам власти. Государственные и партийные организации (Народная полиция, органы юстиции, МГБ ГДР и партийный аппарат не подлежали контролю со стороны Рабоче-крестьянской инспекции ГДР.